# História do Avaí Futebol Clube
O Avaí Futebol Clube é um dos clubes brasileiros desportivos do Brasil. A agremiação foi fundada como clube de futebol no dia 1 de setembro de 1923 em Florianópolis. Ao longo dos anos o clube se desenvolveu e passou a competir também em outras modalidades, porém suas principais conquistas e seu reconhecimento foram alcançados pelo esporte de que em 2015 disputa a Série A do Campeonato Brasileiro.

## Brasil
Um ano após o primeiro centenário do Brasil, 1923, é um ano cheio de problemas para o país. Uma crise política jamais vista se instala e o então presidente Arthur Bernardes, em estado de sítio, vê-se obrigado a governar com mão-de-ferro. A imprensa nacional ajuda tentanto uma amnistia enquanto os ministros tentam renegociar a dívida externa em um novo empréstimo com banqueiros estrangeiros.

## Florianópolis
Na capital catarinense, o ano de 1923 ainda é pacato apesar de todos os problemas sendo vividos pelo país, mas Florianópolis, apesar de tamanha beleza natural e da bela ponte Hercílio Luz, ainda é uma cidade pequena. O divertimento dos moradores ainda é conversar na praça XV de Novembro no centro da cidade, e curtir as grandes e tão tradicionais disputas de remo da região e os saraus.

## O foot-ball
Apesar da grande crise política sendo enfrentada pelo Brasil, os jovens provenientes de famílias nobres do país, os conhecidos aristocratas, praticavam aos finais de semana o tradicional remo e um esporte novo proveniente da Inglaterra mas de nome complicado, o foot-ball.
O privilégio de somente os aristocratas praticarem o foot-ball, perdurou até a Década de 1920, quando percebeu-se que a habilidade para a pratica do esporte, o ótmio preparo fisico e a força dos operários da época contribuiam muito para que estes também viessem a praticá-lo. Assim o foot-ball começou a ser difundido e logo tornou-se uma paixão nacional.

## O Avahy Foot-ball Club
Tudo começou quando em setembro de 1923, o comerciante de Florianópolis chamado Amadeu Horn conheceu um grupo de garotos, praticantes assíduos do futebol, e que organizavam seus jogos na rua Frei Caneca no bairro Pedra Grande. Amadeu então resolveu realizar o sonho daqueles garotos, que era poder utilizar os "ternos" (termo utilizado na época para designar o uniforme) durante os jogos bem como os times famosos utilizavam. Foi então que o comerciante doou um kit de futebol aos garotos que, além de ganharem uma bola e chuteiras, ainda foram agraciados com os tão sonhados "ternos" contendo camisetas listradas em azul e branco e calções e meias azuis, em homenagem ao seu clube de remo de coração, o Riachuelo.
Após isso o grupo de garotos se reuniu, no campo do Baú, para o primeiro jogo com os novos uniformes contra o time do Humaitá da localidade de Pedra Grande. O então Independência (nome previamente escolhido), venceu o jogo. Infelizmente o placar do jogo e o nome dos artilheiros perderam-se no tempo, jamais alguém saberá quem marcou o primeiro gol da história do time.
Foi então que, num sábado em 1º de setembro de 1923 em uma reunião na casa do Sr. Amadeu Horn no bairro Pedra Grande (atual Agronômica), ficou decidido que iriam fundar um clube. O nome escolhido seria Independência e o presidente seria o idealizador, o Sr. Amadeu. Eis que, atrasado para a reunião, Arnaldo Pinto de Oliveira chega e influencia o grupo a trocar o nome, já que, Independência seria um nome complicado para a torcida gritar em apoio ao time. Como naquela época Arnaldo estava lendo um livro sobre a história do Brasil, ele sugeriu o nome Avahy, em referência à Batalha do Avahy. Todos apoiaram a ideia. Foi redigida a ata de fundação do clube com a mensalidade no valor de 10 tostões, iniciando-se aí a gloriosa história do então Avahy Foot-ball Club.
A grafia do nome que conhecemos atualmente (Avaí Futebol Clube), veio a partir de 1937.

## O 1º Campeão
Em 12 de abril de 1924 o Avahy, juntamente com outros clubes de Santa Catarina, fundou a então LSCDT - Liga Santa Catarina de Desportos Terrestres, hoje Federação Catarinense de Futebol. Já no seu primeiro ano de fundação, a  LSCDT organizou o 1º Campeonato Catarinense de Futebol que teve o Avahy como campeão, tornando-se assim o primeiro clube a possuir um título do futebol estadual de Santa Catarina. Além disso ainda confirmou a supremacia naquela década vencendo ainda os campeonatos de 1926, 1927 e 1928, além dos campeonatos citadinos nos mesmos anos e também o Torneio Início em 1925 e 1926.

## Estádio Adolfo Konder
Desde o início do campeonato catarinense de futebol em 1924, os jogos aconteciam no campo do Gymnásio Catharinense (atual Colégio Catarinense), até que os times de Florianópolis da época, começaram a mandar seus jogos no Estádio Adolfo Konder que havia sido adquirido pelo governo do estado no mandato de Nereu Ramos em 1937 e doado à Liga Santa Catarina de Desportos Terrestres. Mais tarde, o então deputado federal Fernando José Caldeira Bastos (que foi presidente do Avaí por dois mandatos) criou uma lei para que o estado doasse o estádio ao Avaí e em 1973, com a lei sancionada pelo governador Colombo Salles, o estádio passa para as mãos do clube.

## Esquadra Azurra
Na Década de 1940 o Avaí montou uma das melhores equipes que o futebol catarinense já teve. O time ficou conhecido como o Esquadrão Azurra, inspirado na seleção italiana bicampeã mundial de 1934 e 1938.
Com aquele time que contava com ídolos inesquecíveis da história do clube como Saul, Nizeta, o goleiro Adolfinho, Fateco, Felipinho entre outros, o Avaí não podia se limitar simplesmente a ganhar, tinha que encantar a torcida e golear seus adversários. Foi nesse espírito que no dia 13 de maio de 1945, surgiu a então segunda maior goleada da história em jogos oficiais no futebol brasileiro (a primeira foi em 1909 quando o Botafogo fez 24 a 0 no Mangueira) Avaí 21 a 3 no Paula Ramos. No dia 1º de julho de 1945 o Náutico aplicou o mesmo placar no Flamengo de Arcoverde, igualando a marca do Avaí. O feito da Esquadra Azurra foi registrado no Guiness Book como um dos placares mais elásticos do futebol mundial.
Ficha do jogo:
AVAÍ 21 X 3 PAULA RAMOS
Data: 13 de maio de 1945
Local: Estádio Adolfo Konder, (Florianópolis-SC)
Árbitro: Francisco Prazeres
Motivo: Campeonato da Cidade
Gols: Felipinho (5), Saul (5), Sapinho (5), Nizeta (4), Tião e Jacinto (Avaí); Carioni, Agenor e Lotar*
Avaí: Nivaldo; Fateco, Tavinho, Jacinto, Beck, Chocolate, Felipinho, Nizeta, Sapinho, Tião e Saul.
Paula Ramos: Hélio, Agenor, Lange, Osni, Carlinhos, Antenor, Carioni, Mando, Olivério, Fornerolli e Tareco.
* Curiosidade: os jornais divulgaram que Lotar fez o terceiro gol do Paula Ramos, mas não aparece na escalação. Durante o jogo Tareco substituiu Hélio no gol.
Ainda em 10 de fevereiro de 1946, o Avaí derrota o Caxias de Joinville por 9-2 na final valida pelo Campeonato Catarinense de 1945 e conquista o tetracampeonato estadual, feito inédito até então.

## Esse Avaí faz coisa
A frase "Esse Avaí faz coisa" tão pronunciada pelo comentarista esportivo de Santa Catarina Miguel Livramento, ficou famosa pelas façanhas inacreditáveis do time azurra no futebol. Sempre que acontece algo de inesperado com o Avaí, é proferida a frase.
Um dos exemplos disto aconteceu no ano de 1988, quando o Avaí amargava um jejum de 13 anos sem títulos. No início do ano, o elenco se apresenta para a temporada desacreditado por todos e desfalcado, com apenas seis atletas já que os remanescentes do ano anterior protestavam contra salários atrasados. O clima era um dos piores possíveis. Mas como sempre o Avaí faz coisa, o time surpreende a todos e conquista o primeiro título no seu novo estádio, o Campeonato Catarinense daquele ano.
| “ | Esse Avaí faz coisa! | ” |

Um outro fato marcante, foi a conquista da Copa Santa Catarina de 1995. Um time formado, basicamente, por jogadores das categorias de base do clube, já que, novamente o Avaí passava por dificuldades financeiras. Tanto que a refeição servida aos jogadores antes da final contra o Joinville no estádio Ernestão em Joinville, foi simplesmente sanduíches. A torcida adversária lotou o estádio e cantava vitória pois se considerava infinitamente superior. Mesmo com tamanha contrariedade ao time azurra, este mostrou-se forte e venceu o Joinville em sua casa pelo placar de 3 gols a 1 e sagrou-se campeão.
Para alcançar o acesso à Série A de 2015 o Avaí precisava de quase um milagre na Na Série B de 2014. O time foi para a última rodada precisando vencer o Vasco da Gama e torcer por uma derrota do Boa Esporte e a "não vitória" do Atlético Goianiense. E foi o que aconteceu, o Icasa venceu o Boa por 3 a 2, o Santa Cruz venceu o Atlético pelo mesmo placar e o Avaí venceu o Vasco na Ressacada com um gol do ídolo Marquinhos, conquistado assim o tão sonhado acesso.
Por essas e por outras que a máxima "Esse Avaí faz coisa" ficou famosa no futebol catarinense.

## A Ressacada

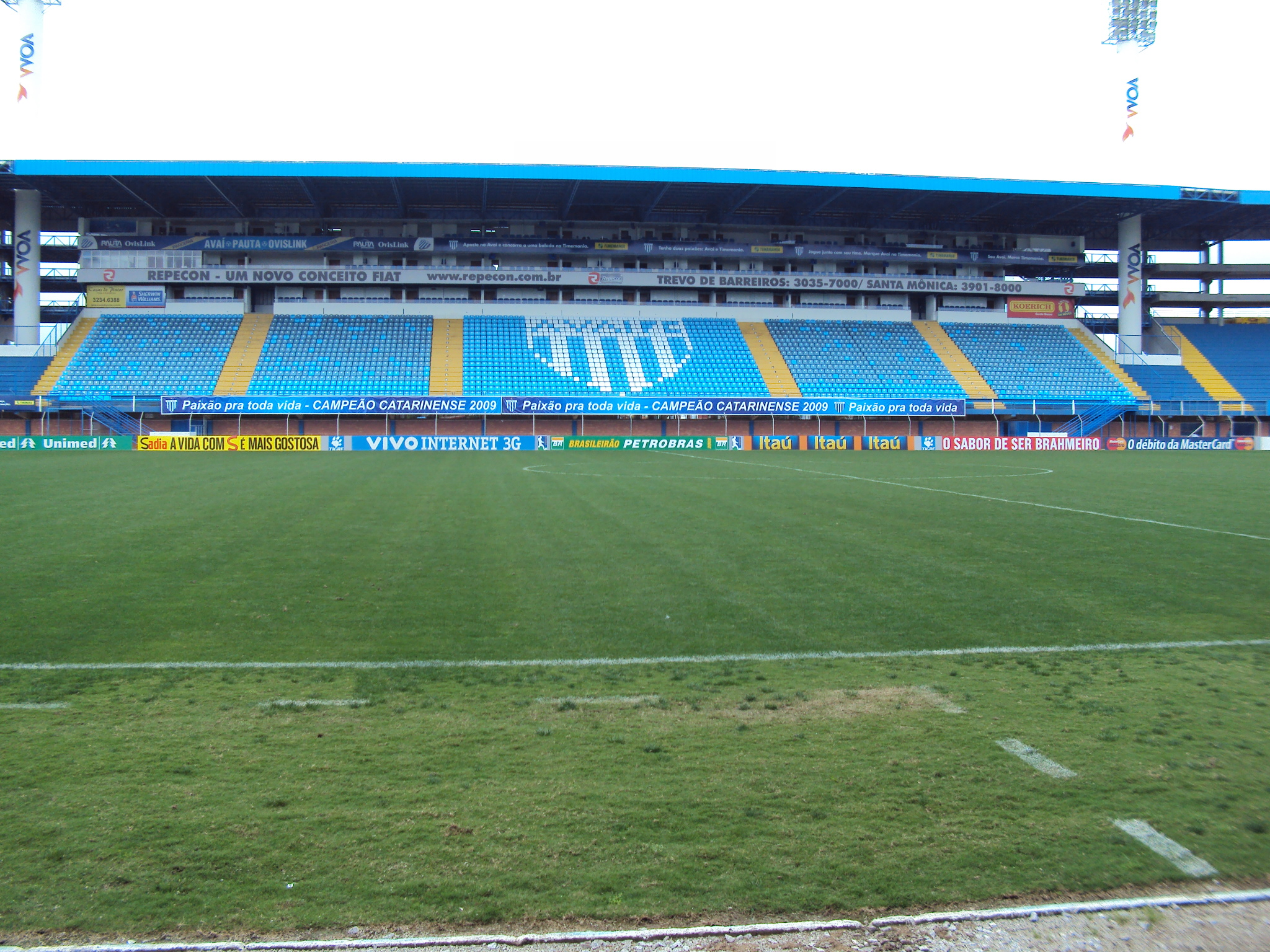
Estádio da Ressacada.

A construção do Estádio Aderbal Ramos da Silva popularmente chamado de Ressacada, aposentou o antigo Estádio Adolfo Konder que passou a ser considerado um campo ultrapassado para a época.
O novo estádio foi inaugurado em 15 de novembro de 1983, com o jogo Avaí 1-6 Vasco da Gama. Wilson Tadei, do Vasco, fez o primeiro gol da história do Aderbal Ramos da Silva. Naquele jogo os times entraram em campo com as seguintes formações:
- Avaí:

Gilson (Borba), Assis, Gildo (Caco), Gilberto e Tião; Careca, Bira Lopes e Ormarzinho (Zé Carlos); Amarildo, Bizu (Décio) e Passos (Nelsinho) com o técnico Ladinho.
- Vasco da Gama:

Roberto; Adevaldo, Chagas, Nenê e Roberto Teixeira; Seginho, Oliveira (Geovani) e Wilson Tadei; Ernani (Dudu), Marcelo e Paulo Egídio (Júlio César) comandado por Otto Glória.
O árbitro da partida foi Celso Bozzano, e seus auxiliares Dalmo Bozzano e Allan Giovani.
Desde que teve inaugurado o seu novo estádio, o Avaí jamais perdeu um título com o jogo decisivo sendo disputado em seus domínios, ou seja, jamais perdeu um título com o jogo final disputado na Ressacada.
No dia 17 de julho de 1988 conquista o seu primeiro título em sua nova casa vencendo o Blumenau por 2-1 e conquistando Campeonato Catarinense daquele ano. O jogo contou com o maior público da história da Ressacada e do campeonato catarinense, 25.735 pagantes sendo que mais de 32.000 estavam presentes.
Conquistou também o Campeonato Catarinense da 2ª Divisão em 19 de novembro de 1994 vencendo o  Hercílio Luz por 2 a 1, o Campeonato Catarinense de 1997 vencendo o Tubarão por 2 a 0, o Campeonato Catarinense de 2009 ganhando da Chapecoense por 3 a 1 no tempo normal e 3 a 0 na prorrogação e o Campeonato Catarinense de 2010 em cima do Joinville por 2 a 0.

## Memorial
No dia 20 de julho de 2009, o Avaí inaugurou o memorial de atletas do clube. O local denominado de Memorial Adolfinho, em homenagem ao ex-atleta do clube, conta com histórico de conquistas, ex-atletas, ex-treinadores e muitas curiosidades sobre o clube ao longo de sua existência. Também possui uma calçada da fama, inaugurada pelas mãos do próprio Adolfinho.
O memorial está localizado no Setor A do Estádio da Ressacada, próximo aos bares, logo na estrada do gramado e é aberto ao público para visitação.

## Curtas
- O Avaí é o clube catarinense com o maior número de títulos ganhos no século XX.
- Em 1998, o Avaí ganhou o único brasileirão de um time de futebol de Florianópolis, a terceira divisão do campeonato brasileiro (Série C).
- Jogou a Série B do brasileirão de 1999 a 2008 e as melhores campanhas aconteceram em 2001, em 2004 quando Avaí ficou entre os quatro melhores, mas não pode ser promovido à primeira divisão (somente as duas equipes melhores colocadas foram promovidas) e em 2008 quando conquistou o tão sonhado acesso à primeira divisão do Campeonato Brasileiro.
- Antes de retornar ao campeonato brasileiro (Série A) em 2009, o Avaí havia disputado a primeira divisão em quatro oportunidades em 1974, 1976, 1977 e em 1979.
- No Campeonato Brasileiro de 2009 que marcou o seu retorno à elite do futebol Brasileiro, o Avaí conquista marcas históricas como sendo o time catarinense com maior número de vitórias seguidas na éra dos pontos corridos com cinco vitórias seguidas, foi também a maior série invicta do estado marca batida com onze jogos sem perder e ainda a maior arrancada num curto perído entre todos os times brasileiros com uma série de, em 11 jogos, 8 vitórias e 3 empates.[11]

## Fatos Marcantes

### Século XX

#### Década de 1920: O início e a supremacia
- 1923 - é fundado em 1º de setembro, em Florianópolis(SC), com o nome Avahy Foot-ball Club.
- 1924 - no dia 12 de abril o Avahy e outros clubes de Santa Catarina, fundam a LSCDT - Liga Santa Catarina de Desportos Terrestres, hoje a Federação Catarinense de Futebol.
- 1924 - vence seu primeiro título, o Campeonato Catarinense, e torna-se o primeiro clube campeão estadual. A escalação do time era:

Boos, Loureiro, Zequinha, Zanzibar, Waldemar, Joel, Acioly, Maciel, Mambrini, Aroldo e Carlos Pires.
- 1925 - O Avahy é campeão do Torneio Início de Florianópolis.
- 1926 - O Avahy conquista o Campeonato Catarinense, também válido pelo Campeonato Citadino daquele ano. Conquista também o bicampeonato do Torneio Início de Florianópolis. A escalação do time era:

Boos, Aldo, Bida, Maciel, Zé Macaco, Botafogo, Emílio, Sabas, Acioly, Nanado e Arnaldo.
- 1927 - conquista o Campeonato Catarinense pelo segundo ano consecutivo vencendo o Brasil de Blumenau pelo placar de 3x2, tornando-se a primeira equipe a atingir esse feito. Conquista também o bicampeonato do Torneio Citadino. O time era:

Boos, Bida, Tancredo, Maciel, Elesbão, Botafogo, Estevão, Acioly, Sabas, Nanado e Arnaldo.
- 1928 - reeditanto a final do ano anterior, o Avahy vence o Brasil por 4x1 e conquista o Campeonato Catarinense pelo terceiro ano consecutivo, tornando-se a primeira equipe a atingir esse feito. Conquista também o tri-campeonato do Torneio Início de Florianópolis. Os campeões foram:

Boos, Bida, Filomeno, Zé Macaco, Elesbão, Botafogo, Joel, Edgar, Periquito, Sabas, Nanado e Arnando.

#### Década de 1930: A maior goleada dos clássicos
- 1930 - no dia 29 de março conquista o Campeonato Catarinense vencendo o Marcílio Dias na final por 6-2.
- 1931 - em 8 de setembro, o Avahy realiza a inauguração de uma sede social localizada na Rua Conselheiro Mafra, nº 10. A sede contava com um amplo salão de eventos, local para jogos e serviços de botequim. O evento de inauguração aconteceu às 17 horas daquela terça feira.
- 1938 - em 20 de fevereiro, aplica a maior goleada da história do clássico de Florianópolis:[12] Avaí 11-2 Figueirense. Esse jogo também marcou a estréia de Saul, atacante do Avaí, no clássico da cidade. Mais tarde, ele se tornaria o maior artilheiro do clássico, com 41 gols em 45 jogos, atuando sempre pelo Avaí.[12]

#### Década de 1940: O tetra estadual
- 1944 - em 23 de janeiro, derrota o América de Joinville por 14-3 na final do Campeonato Catarinense de 1943. É a maior goleada da história em finais de Campeonato Catarinense. A escalação era:

Adolfinho, Fateco, Diamantino, Chocolate, Beck, Henrique, Felipinho, Nizeta, Bráulio, Tião e Saul.
- 1945 - Neste ano acontece uma das maiores goleadas do futebol brasileiro, 21x3 em favor do Avaí contra o Paula Ramos, o recorde está registrado no Guinness Book. Os gols do Avaí foram anotados por:

Sapinho( 6 ), Felipinho ( 5 ), Saul ( 5 ), Nizeta ( 3 ), Jacinto ( 1 ) e Tião ( 1 ).
- 1946 - em 10 de fevereiro, derrota o Caxias de Joinville por 9-2 na final do Campeonato Catarinense de 1945 e conquista o tetracampeonato estadual, feito inédito entre clubes de Santa Catarina naquela época. O time era:

Adolfinho, Fateco, Tavinho, Felipinho, Chocolate, Aldo Nunes, Zachi, Nizeta, Bráulio, Tião e Saul.

#### Década de 1950e60: Apenas títulos citadinos
- 1951 - Conquista do título do Campeonato Citadino de Florianópolis.
- 1952 - Conquista do título do Campeonato Citadino de Florianópolis.
- 1953 - Conquista do título do Campeonato Citadino de Florianópolis.
- 1955 - Conquista do título do Torneio Início.
- 1958 - Conquista do título do Torneio Início.
- 1960 - Conquista dos títulos do Torneio Início e do Campeonato Citadino de Florianópolis.
- 1963 - Conquista dos títulos do Torneio Início e do Campeonato Citadino de Florianópolis.

#### Década de 1970: A estréia na série A e a reconquista do estadual
- 1971 - no dia 31 de março, Pelé fez seu único jogo em Florianópolis. Foi num amistoso contra o Avaí no Estádio Adolfo Konder. O jogo, que registra o recorde de público do estádio com 19.985 pessoas, terminou com a vitória do time paulista por 2-1.
- 1973 - com uma vitória de 2-1 sobre o Juventus de Rio do Sul, em 17 de dezembro, acaba com uma seqüência de 27 anos sem títulos estaduais, o maior período na história do clube. Termina o campeonato com quatro pontos a frente do Juventus e a sete do rival Figueirense, que ficou em terceiro lugar. Com o título o time garantiu vaga para a sua primeira participação no campeonato nacional disputando em 1974.
- 1974 - em 10 de março, estréia na Primeira Divisão do Campeonato Brasileiro com um empate com o América(RN) por 1-1, em Natal(RN). Nesse jogo, Zenon marcou o primeiro gol do Avaí em Campeonatos Brasileiros. A primeira vitória, no entanto, só ocorreu na sexta rodada: 3-0 no Remo(PA), em Florianópolis, com dois gols de Balduíno e um gol contra de Lúcio, do Remo.
- 1975 - no dia 17 de agosto o Avaí vence o Figueirense por 1 a 0 dentro do estádio do seu rival e conquista o seu 11º título do Campeonato Catarinense.

#### Década de 1980: O novo palco avaiano
- 1983 - em 15 de novembro, inaugura o estádio da Ressacada, com o jogo Avaí 1-6 Vasco(RJ). O primeiro gol do estádio foi marcado por Wilson Tadei, do Vasco.
- 1988 - conquista o Campeonato Catarinense depois de 13 anos sem conseguir o título. Em 17 de julho, com gols de Marcos Severo aos 8 minutos, Adílson Heleno aos 36 minutos e Itamar do Blumenau aos 51 minutos, todos do primeiro tempo, o Avaí venceu o  Blumenau por 2-1, pelo hexagonal final da competição. O time da final foi:

Fossati; Netinho, Maurício, Sérgio Márcio e J.J. Rodriguez; Belmonte, Flávio Roberto e Adílson Heleno; Adílson Gomes, Marcos Severo (Mendonça) e Elísio. Técnico: Sérgio Lopes.

#### Década de 1990: A conquista do título nacional

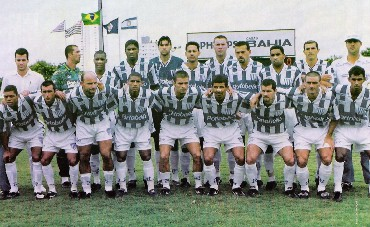
Time Campeão Brasileiro da Série C em 1998.

- 1993 - fica em penúltimo lugar no Campeonato Catarinense, entre 14 equipes, e cai pela primeira vez em sua história para a Segunda Divisão do Campeonato Catarinense.
- 1994 - em 20 de novembro, conquista a Segunda Divisão do Campeonato Catarinense com uma vitória de 2-1 sobre o Hercílio Luz, de Tubarão, em Florianópolis.
- 1997 - conquista o seu 13º título estadual ao vencer o Tubarão por 2-0 em plena Ressacada lotada no dia 22 de junho. Os ídolos daquela conquista foram:

Carlão; Cedenir, Raul, Evandro Guimarães e Itá; Régis, Evandro e Helton (Roberto Cavalo); Claudiomir, Jacaré e Dão. Técnico: Luiz Gonzaga Milioli.
- 1998 - conquista seu primeiro título nacional, a Série C, derrotando São Caetano(SP), Anapolina(GO) e Itabaiana(SE) no quadrangular final. Nesse mesmo ano, com a conquista do Criciúma no Campeonato Catarinense, o Avaí ganha o título simbólico de "campeão catarinense do século XX", já que o segundo time com mais troféus na época, o Joinville, com dez conquistas, não poderia mais alcançar o total de 13 do Avaí. Neste jogo o Avaí jogou com:

César Silva; Edinho (Silva), Rogerio Prateat, Altair e César Souza; Luiz Fernando, Jefferson Douglas (Sandro), Arthur e Fantick; Dão e Paulo César (Humberto). Técnico: Roberto Cavalo.

### Século XXI

#### Década de 2000: A luta para voltar à elite
- 2001 - chega pela primeira vez ao quadrangular final da Série B, mas não consegue o acesso. Termina em quarto lugar.[13]
- 2003 - É fundada a Associação Sócio e Cultural dos Torcedores do Avaí (ASSTA).[14]
- 2004 - chega pela segunda vez ao quadrangular final da Série B, mas novamente não consegue o acesso à Série A, conquistado por Brasiliense(DF) e Fortaleza(CE). O Avaí termina em terceiro.
- 2006 - O Avaí divulga em seu site oficial que teria se tornado o primeiro clube no mundo a ter uma rádio com transmissões ao vivo.[15]
- 2008 - Após uma belíssima campanha no Campeonato Brasileiro da Série B e com um elenco considerado dos melhores do campeonato,[16] o Avaí consegue se classificar em 3º lugar e conquista a tão sonhada vaga para disputar a Série A do ano seguinte.
- 2008 - O Avaí Futebol Clube é agraciado com o Troféu Gustavo Kuerten como melhor equipe do ano no cenário catarinense. Além do clube, Marquinhos Santos foi eleito o melhor atleta e Silas o melhor técnico.[17]
- 2009 - Com uma campanha indiscutível, o Avaí conquista o seu 14º título estadual ao vencer a Chapecoense por 3-1 no tempo normal e 3-0 na prorrogação, em plena Ressacada lotada no dia 3 de maio. Os ídolos daquele jogo foram:

Eduardo Martini; Ferdinando, Turatto, Émerson e Uendel; Marcus Winícius, Léo Gago, Marquinhos (Odair) e Caio; Evando (Lima) e William (Bruno). Técnico: Silas.
- 2009 - O Avaí conquista o recorde de invencibilidade na Série A entre os clubes de Santa Catarina. No Campeonato Brasileiro de 2009 o clube azurra permaneceu 11 partidas sem ser derrotado, com oito vitórias e 3 empates. No mesmo ano, o Avaí conquistou a melhor colocação de um clube catarinense na Série A do Campeonato Brasileiro, terminando em 6º lugar com 57 pontos.[19]

#### Década de 2010: Competição internacional
- 2010 - Novamente com uma campanha irreparável, o Avaí conquista o seu 15º título estadual ao vencer o Joinville por 3-1 no primeiro jogo em Joinville e 2-0 no segundo jogo em Florianópolis, em plena Ressacada com mais de 17 mil pessoas no dia 2 de maio. Os ídolos daquele jogo foram:

Zé Carlos; Rafael, Emerson Nunes (Gabriel) e Émerson; Uendel, Marcinho Guerreiro, Rudnei (Batista), Caio, Davi (Carreirinha) e Patric; Roberto. Técnico: Péricles Chamusca.
- 2010 - O clube faz seu primeiro jogo oficial fora do Brasil. Após eliminar o Santos na primeira fase da Copa Sul-Americana, no dia 13 de outubro o Avaí vai ao Equador enfrentar o Emelec no Estádio George Capwell.
- 2014 - O Avaí finaliza a Série B do Campeonato Brasileiro na 4ª posição e conquista o acesso à Série A de 2015.[5][6][7]